# États généraux de 1484
Les états généraux de 1484 sont convoqués par la régente Anne de Beaujeu à Tours, afin de désigner qui doit occuper la régence après la mort de Louis XI (30 août 1483) et pendant la minorité de Charles VIII. Bien que le roi défunt l’ait désignée, elle et son mari Pierre de Beaujeu, le successeur de Charles VIII, Louis II d’Orléans, lui conteste ce titre.
La convocation des états généraux est une première victoire pour le prince.

## Organisation
Pour la première fois, ces états rassemblent des élus de tout le royaume : de l’Artois au Dauphiné et de la Normandie  à la Bourgogne. Pour la première fois également, des représentants de tous les corps sociaux sont convoqués : noblesse, clergé et tiers état, et au sein du tiers, les paysans sont représentés (c’est là que réside la principale innovation). Les bailliages et les sénéchaussées constituent les circonscriptions électorales. Au total, les différentes provinces et les différents ordres envoient 285 délégués.

## Déroulement
Les séances débutent le 15 janvier.
Le 9 février, Philippe Pot expose dans un discours célèbre une conception audacieuse du gouvernement, le pouvoir politique appartenant selon lui au peuple, et étant par lui dévolu au roi. La minorité du roi provoque un retour de ce pouvoir au peuple, et il appartient donc aux États d’organiser le gouvernement, et non à la famille du roi mineur (cf. son introduction : « Ainsi vous, députés aux états généraux, vous êtes les dépositaires de la volonté de tous. »).
Un autre élément important traité par les états généraux est le vote des impôts : le montant de la taille a été multiplié par trois sous le règne de Louis XI. Les états rappellent que le fonctionnement du gouvernement royal, et en premier lieu ses dépenses, doivent normalement être financé par les revenus du domaine royal. Pour accorder un renouvellement de la taille, ils exigent le 20 février un état des dépenses et des recettes. Celui qui leur est fourni est manifestement faux. Cependant, ils acceptent d’accorder ponctuellement, par don et ottroy, une prolongation de la levée de la taille, pour deux ans, mais en réduisant son montant de 4 à 1,5 million de livres. Une levée extraordinaire de 300 000 livres est aussi votée. Une fois cette contribution accordée, les indemnités journalières sont supprimées (le 14 mars) et les députés rentrent chez eux.
L'idée du canal de Berry y est évoquée pour la première fois.
Le Journal des États de 1484, rédigé par Jehan Masselin, a été publié dans les Documents inédits de l'histoire de France.